# Sečovlje
Sečovlje (wł. Sicciole) – wieś w Słowenii, w gminie Piran. W 2018 roku liczyła 778 mieszkańców.
Nad morzem, na granicy z Piranem, zachowały się dawne magazyny soli, pozyskiwanej tu przez wieki poprzez odparowywanie wody morskiej. Na południe od miasteczka Piran, we wsi Sečovlje udostępniono do zwiedzania saliny z polderami i groblami, w których produkuje się sól.